# Gaëtan Karlen
Gaëtan Karlen (Sion, 7 juni 1993) is een Zwitsers voetballer, die doorgaans speelt als aanvaller. In januari 2025 tekende hij voor FC Sierre.

## Clubcarrière
Karlen werd geboren in Sion en hij begon te voetballen in de jeugdopleiding van FC Sion, de plaatselijke profclub. In 2013 brak de aanvaller door in het eerste elftal van FC Sion. Op 22 mei mocht Karlen namelijk zijn debuut maken voor de club, toen er met 4–0 verloren werd op bezoek bij Servette FC. Het eerste competitiedoelpunt van de Zwitserse aanvaller volgde op 1 juni 2013, toen hij de 3–2 maakte in de drieënzeventigste minuut van het duel met FC Zürich (Sion zou uiteindelijk met 4–2 zegevieren).
In januari 2014 werd Karlen voor een halfjaar verhuurd aan Biel-Bienne. Een jaar later nam FC Thun hem over. Bij Thun hield de aanvaller het een half seizoen vol, voordat Biel-Bienne hem opnieuw onder contract nam, nu definitief. In de zomer van 2016 stapte Karlen transfervrij over naar Neuchâtel Xamax, waar hij zijn handtekening zette onder een verbintenis voor de duur van twee seizoenen. In februari 2018 verlengde hij zijn die zomer aflopende verbintenis met twee jaar tot medio 2020.
Medio 2020 verkaste Karlen naar FC Sion, waar hij ooit zijn debuut had gemaakt. Hij verliet de club in de zomer van 2023 en vond anderhalf jaar later in FC Sierre een nieuwe club.